# 圣莫当
圣莫当（法語：Saint-Maudan，法語發音：[sɛ̃ modɑ̃]）是法国阿摩尔滨海省的一个市镇，位于该省南部，属于圣布里厄区。

## 地理
圣莫当（48°6'49"N, 2°46'27"W）面积6.67 平方千米，位于法国布列塔尼大區阿摩尔滨海省，该省份为法国西北部沿海省份，位于布列塔尼半岛北部，北濒大西洋英吉利海峡，西接菲尼斯泰尔省，南至莫尔比昂省，东临伊勒-维莱讷省。
与圣莫当接壤的市镇（或旧市镇、城区）包括：盖尔塔斯、圣戈纳里、罗昂、卢代阿克、圣巴尔纳贝。

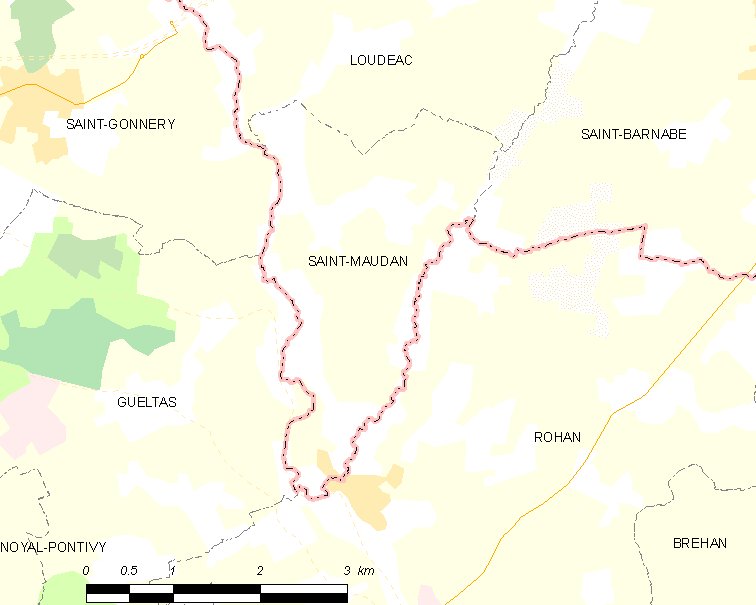
圣莫当的OSM定位图

圣莫当的时区为UTC+01:00、UTC+02:00（夏令时）。

## 行政
圣莫当的邮政编码为22600，INSEE市镇编码为22314。

## 政治
圣莫当所属的省级选区为卢代阿克县。

## 人口

1962-2008年间圣莫当人口变化图示

圣莫当于2022年1月1日时的人口数量为399人。